# Rejuvenation (film)
Rejuvenation è un cortometraggio muto del 1912 diretto da  George Nichols.

## Produzione
Il film, che venne girato in Florida, fu prodotto dalla Thanhouser Film Corporation.

## Distribuzione
Distribuito dalla Film Supply Company, il film - un cortometraggio di una bobina - uscì nelle sale cinematografiche USA il 23 aprile 1912.